# Prohierodula flavipennis
Prohierodula flavipennis är en bönsyrseart som beskrevs av Karsch 1892. Prohierodula flavipennis ingår i släktet Prohierodula och familjen Mantidae. Inga underarter finns listade i Catalogue of Life.